# Тријумвират
Тријумвират (лат. triumvirātus) је политички режим којим владају или доминирају три моћне јединке познате као тријумвири (лат. triumviri). Аранжман може бити формалaн или неформалaн. Иако су тројица формално једнака, у стварности је то ретко случај. Израз се такође може користити за описивање државе са три различита војна лидера, сви од којих тврде да су једини вођа.
У контексту Совјетског Савеза и Русије, термин тројка (руски за „групу od три”) користи се за „тријумвират”. Други синоним је тријархија.

## Римски тријумвирати
Првобитно су тријумвирати били посебне комисије од тројице људи именованих за одређене административне послове осим редовних дужности римских магистрата. На пример, triumviri capitales је надгледао затворе и погубљења, заједно са другим функцијама које, како примећује Ендру Линтот, показују да су „мешавина полицијских надзорника и мировних судија”. Капитали су први пут успостављени око 290–287. п. н. е. Њих је надгледао . Ови тријумвирати, или tresviri nocturni, такође су могли да преузму одређену одговорност за контролу ватре. Triumviri monetalis („тријумвирати храма Јунонe” или „монетарни тријумвирати”) надгледали су издавање римских кованица.
Трочлане комисије су такође именоване за сврхе као што су оснивање колонија (triumviri coloniae deducendae) или дистрибуција земље. Triumviri mensarii су служили као јавни банкари; пун распон њихових финансијских функција током 216. године п. н. е., када је комисија укључила два човека конзуларног ранга, био је предмет расправе. Други облик трочлане комисије били су tresviri epulones, који су били задужени за организовање јавних гозби за празнике. Ова комисија је створена 196. године п. н. е. по трибунском закону у име народа, а њихов број је касније повећан на седам (septemviri epulones).
Први тријумвират склопили су Гај Јулије Цезар, Гнеј Помпеј и Марко Лициније Крас. То се догодило 60. п. н. е. Њихов циљ је био да заузму највише полажаје у Риму. Зато је Цезар 59. п. н. е. постао конзул, а после тога је отишао да покори Галска племена. Када је успео, настала је Галија, област која се простирала северозападно од Апенинског полуострва. Касније је Галија постала Римска провинција којом је владао сам Цезар. За то време Помпеј добија дозволу да Рим снабдева житом, и обнавља се његово непријатељство са Красом. Зато су тријумвири одлучили да се састану у граду Лука 56. п. н. е. да разреше неспоразуме и обнове споразум, што су и учинили. Договорили су се да Помпеј и Крас буду конзули, те да након тога добију на управу Шпанију и Сирију. Ипак, тај споразум у Луки није био дугог века. Када је Крас погинуо у бици са Партима 53. п. н. е., односи између Помпеја и Цезара су захладнели, и Први тријумвират се распао. Касније, Цезар прелази реку Рубикон са својом војском, иако је то било забрањено (том приликом изговара ону чувену реченицу „Коцка је бачена” (Alea iacta est). Цезар прогони Помпеја из Рима, и сустиже га у граду Фарсали (48. п. н. е.), где се водила битка између њихових трупа. Помпејева војска бива поражена, а сам Помпеј бежи у Египат где га убијају приликом искрцавање са брода. Цезар заводи диктатуру у Риму 44. п. н. е. и добија титулу доживотног диктатора, али је то кратког века. Цезар је убијен испред Римског сената 15. марта 44. п. н. е. Убили су га завереници који су сматрали да он тежи краљевској власти. Међу завереницима је био и његов посинак Јуније Брут.
Други тријумвират је склопљен 43. п. н. е., а склопили су га Марко Антоније, Емилије Лепид и Октавијан у граду Бононији на северу Италије. Тријумвири су добили овласти да доносе законе и уреде државу. Они су спровели проскрипције, то су биле „чистке” у којима је страдао велики број грађана. Тријумвири су састављали листе непожељних грађања, а људе са листе могао је свако убити и уз то још бити и награђен. Између осталих, страдало је и око 300 сенатора. Онда су се окренули прогону до смрти Цезарових убица. Код града Филипа су 42. п. н. е. убили Брута и Касија, тад се Октавијан вратио у Италију, а Антоније је отишао на исток у рат са Партима. Савез Марка и Октавијана је од почетка био непоуздан. Египатска краљица Клеопатра је била на Антонијевој страни у рату са Октавијаном. Двојица тријумвира одмерила су снаге 31. п. н. е. код рта Акција, на западној обали Грчке. У јеку борбе Клеопатра је напустила битку и отишла у Египат, а за њом је отишао и Антоније. Октавијан их је следио све до Египта. Када га је окружила Октавијанова војска, Антоније се убио. Његов пример следила је и Клеопарта уједом кобре. Египат постаје Римска провинција, а Октавијан добија сву власт у Риму и добија титулу принцепса. Уз своје име додао је придев августус што значи „узвишени”, тако да је владао Римом под именом Октавијан Август.

## Библијски тријумвирати
У Библији су се тријумвирати јавили на неким запаженим догађајима и Старог и Новог завета. У књизи Егзодуса Мојсије, његов брат Арон и према неким гледиштима њихов нећак или зет, Хур су деловали на тај начин током битке код Рефидима против Амалечана.[Exodus 17:10] У Јеванђељима као водећи трио међу Дванаесторицом апостола у три засебне прилике током Исусове јавне службе јављају се Петар, Јаков Заведејев и његов брат Јован. Они су били једини апостоли присутни код ускрснућа Јаирове кћери[Mark 5:37], преображења Господњег[Matthew 17:1] и агоније у Гетсеманском врту.[Matthew 26:37] Касније, у време ране хришћанске цркве, овај тријумвират водећих апостола мало се променио након смрти Јакова, пошто су га сачињавали Петар, Јован и Јаков, Исусов брат.[Galatians 2:9]
- Мојсије (у центеру) заједно са Ароном и Хуром у бици код Рефидима.
- Петар (седи у центру) заједно са Јованом и његовим братом Јаковом Заведејевим (седе лево и десно) у преображењу Господњем.